# Achyranthes uncinulata
Achyranthes uncinulata är en amarantväxtart som beskrevs av Heinrich Adolph Schrader. Achyranthes uncinulata ingår i släktet Achyranthes och familjen amarantväxter. Inga underarter finns listade i Catalogue of Life.